# Trichosalpingus major
Trichosalpingus major es una especie de coleóptero de la familia Mycteridae.

## Distribución geográfica
Habita en el sur de Australia.